# Cry for Me (canção de Twice)
"Cry for Me" (estilizado em letras maiúsculas) é uma canção gravada pelo girl group sul-coreano TWICE. A música foi lançada em 18 de dezembro de 2020 pela JYP Entertainment como um single de pré-lançamento do próximo álbum do grupo em 2021. 

## Histórico e lançamento
Em 6 de dezembro de 2020, Twice revelou e tocou pela primeira vez a música durante o Mnet Asian Music Awards 2020. 
Em 7 de dezembro, a JYP Entertainment anunciou via Twitter de Twice o lançamento da música como single de pré-lançamento para o próximo álbum do grupo. Três dias depois, JYPE anunciou a data de lançamento da música em 18 de dezembro com uma nova imagem teaser, bem como a data da foto conceitual da música.  Em 14 de dezembro, o filme conceitual de "Cry for Me" foi carregado no canal da JYP Entertainment no YouTube.  Um dia depois, as primeiras fotos conceituais dos membros Momo e Mina foram reveladas.  Em 16 de dezembro, a JYPE divulgou as fotos conceituais de Dahyun e Jihyo.  Em seguida, seguiram as fotos conceituais dos membros Sana e Tzuyu no dia 17 de dezembro.  Finalmente, as últimas fotos conceituais de Chaeyoung e Nayeon foram reveladas em 18 de dezembro. 
"Cry for Me" foi lançado em 18 de dezembro de 2020, para download digital e streaming em vários países. 

## Composição
"Cry for Me" é escrita em si bemol maior e tem um tempo rápido de 145 batidas por minuto, com a maior parte da música seguindo uma progressão de acordes Cm — F — B ♭ —D7. Liricamente, descreve uma relação tóxica de amor e ódio. Foi escrito por Park Jin-young (JY Park), Heize, Ryan Tedder, Melanie Joy Fontana, Michel "Lindgren" Schulz e A Wright e foi arranjado por Lindgren. 

## Créditos e pessoal
Créditos adaptados de Tidal. 
- TWICE – vocais principais
- Park Jin-young – letrista
- Heize – letrista
- A Wright – compositor
- Melanie Joy Fontana – compositora
- Michel "Lindgren" Schulz – compositor
- Ryan Tedder – compositor
- Heidi Wang – gerente assistente de mixagem
- Sophia Pae – vocais de apoio, arranjador vocal
- Chris Gehringer – coordenador de masterização
- Kwon Nam-woo – coordenador de masterização
- Lee Sang-yeop – coordenador de gravação
- Josh Gudwin – coordenador de mixagem
- Lee Tae-sub – coordenador de mixagem
- Lee Sang-yeop – coordenador de gravação
- Jiyoung Shin NYC – editor de som
- Armadillo – arranjador vocal

## Paradas musicais
| Chart (2020)                            | Melhor posição |
| --------------------------------------- | -------------- |
| Japan (Japan Hot 100)                   | 87             |
| New Zealand Hot Singles (RMNZ)          | 10             |
| Singapore (RIAS)                        | 12             |
| South Korea (Gaon)                      | 164            |
| US World Digital Song Sales (Billboard) | 1              |

## Histórico de lançamento
| Região | Data                   | Formato                    | Rótulo       | Ref.   |
| ------ | ---------------------- | -------------------------- | ------------ | ------ |
| Vários | 18 de dezembro de 2020 | Digital download streaming | JYP Republic | [ 14 ] |